# Mitt i Sverige 1987
Mitt i Sverige (TFÖ 87/FMÖ 87) var en militärövning (försvarsmaktsövning och totalförsvarsövning) som genomfördes i Sverige den 1–4 oktober 1987. Mitt i Sverige var den sjätte försvarsmaktsövningen och den första totalförsvarsövningen i raden av dem som genomförts. Övningen syftade till att öva förband ur samtliga försvarsgrenar samt samverkan med totalförsvaret och var resursmässigt den minsta övningen i FMÖ-serien. Övningens tyngdpunkt låg i Västernorrlands försvarsområde (Fo 23) inom Nedre Norrlands militärområde (Milo NN) och övningsledare var militärbefälhavaren för Milo NN, generalmajor Rolf Wigur. I övningen deltog inalles 15 000 ur armén, marinen och flygvapnet. Huvuddelen av personalen var värnpliktiga som undergick repetitionsutbildning. Materielmässigt ingick 3 000 hjulfordon, ett 30-tal båtar och fartyg samt omkring 100 flygplan och helikoptrar.